# Nickelodeon Kart Racers 3: Slime Speedway
Nickelodeon Kart Racers 3: Slime Speedway est un jeu vidéo de course développé par Bamtang Games et publié par GameMill Entertainment. Il s'agit de la troisième entrée de la série Nickelodeon Kart Racers, après Nickelodeon Kart Racers (2018) et Nickelodeon Kart Racers 2 : Grand Prix (2020). Comme ses prédécesseurs, Slime Speedway est basé sur des personnages de diverses séries animées de Nickelodeon, connues sous le nom de «Nicktoons», participant à des courses de kart et tentant de vaincre leurs adversaires. Le jeu est sorti le 14 octobre 2022 sur Nintendo Switch, PlayStation 4, PlayStation 5, Xbox One, Xbox Series et Microsoft Windows.

## Système de jeu
Nickelodeon Kart Racers 3: Slime Speedway s'appuie sur le gameplay établi dans les précédents jeux de la série. Les joueurs doivent rouler autour sur une piste et tenter de prendre la première place, en utilisant des objets éparpillés sur la piste pour gêner les adversaires ou des techniques telles que le drift et les astuces en vol pour gagner en vitesse. Comme dans l'épisode original Nickelodeon Kart Racers, les véhicules se transformeront en embarcation à des points prédéterminés de la course pour continuer à progresser sur la piste. Le système "pit crew" de Nickelodeon Kart Racers 2 : Grand Prix revient, qui permet aux joueurs d'équiper des personnages spéciaux avant chaque course qui leur confèrent des capacités actives et passives. Ces capacités peuvent être activées une fois que le joueur a rempli un compteur en traversant une quantité suffisante de vase sur la piste. Jusqu'à 90 personnages d'équipage peuvent être déverrouillés dans Slime Speedway. 
Slime Speedway comprend plus de 40 personnages jouables de divers Nicktoons, tels que SpongeBob SquarePants, Avatar: The Last Airbender et Teenage Mutant Ninja Turtles. Les karts des personnages peuvent être personnalisés en utilisant une variété de pièces différentes, chacune affectant les statistiques de jeu du kart telles que la vitesse ou la maniabilité. Alors que chaque corps de kart était lié à un personnage spécifique dans les jeux précédents, Slime Speedway permet à n'importe quel personnage d'utiliser n'importe quel corps de kart,. En plus des karts, les personnages peuvent désormais également faire du vélo. Le jeu propose 36 pistes de course, y compris certaines pistes de retour du jeu précédent. Slime Speedway prend en charge à la fois l'écran partagé local et le multijoueur en ligne,. 

## Développement
Nickelodeon Kart Racers 3: Slime Speedway a été initialement divulgué par Best Buy le 8 juillet 2022, avant d'être officiellement annoncé plus tard dans la journée. Contrairement aux précédents jeux Nickelodeon Kart Racers, Slime Speedway propose un doublage complet pour tous les personnages du jeu. Le jeu devait sortir le 7 octobre 2022. 